# Кубах Андрій Іванович
Андрій Іванович Кубах (25 листопада 1943 року, с. Заклимок, Роменського району, Сумської області) — поет, прозаїк, журналіст, член Національної спілки журналістів .

## Біографія
Андрій Кубах народився 25 листопада 1943 року в селянській сім'ї, закінчив місцеву Хмелівську середню школу. Від 1962 до 1965 року проходив службу в армії. Працював у сільському господарстві та на промислових підприємствах. Від 1965 року — на Роменському заводі «Поліграфмаш», У районній електромережі (м. Оріхів Запорізької області). З 1972 року на журналістській роботі, в редакції Роменської міськрайонної газети. Обіймав посаду заступника редактора. В 1979 році закінчив заочно факультет журналістики Київського державного університету імені Т. Г. Шевченка.

## Творчість
Перший вірш «Вчителю», який був надрукований в районній газеті написав у шостому класі. Андрій Іванович працював як журналіст і водночас писав вірші, оповідання, нариси, які друкувалися в періодичних виданнях . Друкувався в колективних збірках «Пелюстки ромен-цвіту», «Тороки», «Берегині Сумщини». У 2003 році видав першу збірки віршів «Серцебиття»(2003 р.) Назва збірки засвідчила, наскільки дорогі Андрію Кубаху корені роду, наскільки болючі проблеми сьогодення. Збірка складається з сонетів і рубаїв. Віршованими рядками автор хотів пробудити в серцях читачів прагнення утверджувати моральну високість душ людських, щоб могли «роду суть збагнути.» Осмислюючи надзвичайно велику і багату духовну спадщину народу, дарував він чари тих скарбів людству. Наступні збірки — «З пракореня життя. Сонети» (2006 р.), збірку оповідань, новел «Терпке джерело» (2007), «Гравітація слова» (2015) — ствердження поетичного чуття і копіткої праці зі словом.
Все: батьківська оселя, рідне село, Україна, Всесвіт — по-вітменівськи сприймається у єдності і гармонії. Дощі, сніги і чорноземи дорогі сучаснику, як і пращурам. Труд поета зіставлений з хліборобським: «в'яжу слова в тужавий сніп». Слово автора то «лілея між купав», воно «жаріє, калиновіє, мов плід, що гріє серце в радості і скруті, мов джерело, прозорістю кипить». Бережно і ніжно поет приймає його, здається, з вуст самого народу і воно виграє усіма фарбами великої і щедрої душі.
Андрій Кубах — поет-пісняр, з підмостків сцени звучать більше двох десятків його пісень. У співавторстві з Василем Маньком — композитором і музикантом, написані «Тарасова криниця», «Роменська мадонна», «Дума про Калниша…» та інші.

## Твори
- 2003 -збірка «Серцебиття»
- 2006 — збірка «З пракореня життя. Сонети»
- 2007 — збірка оповідань, новел «Терпке джерело»
- 2015 — збірка поезії «Гравітація слова»